# Einlagefazilität
| Zinssatz                                                    | Höhe            |
| ----------------------------------------------------------- | --------------- |
| Europäische Zentralbank (gültig ab: 23. April 2025)         |                 |
| Einlagesatz (deposit facility rate)                         | 2,25 %          |
| Hauptrefinanzierungssatz (main refinancing operations rate) | 2,4 %           |
| Spitzenrefinanzierungssatz (marginal lending facility rate) | 2,65 %          |
| Schweizerische Nationalbank (gültig ab: 21. März 2025)      |                 |
| SNB Leitzins                                                | 0,25 %          |
| Federal Reserve System (gültig ab: 19. Dezember 2024)       |                 |
| Federal-Funds-Rate-Zielband                                 | 4,25 bis 4,50 % |
| Primary Credit Rate                                         | 4,50 %          |
| Bank of Japan (gültig ab: 27. Januar 2025)                  |                 |
| Overnight Call Rate                                         | 0,50 %          |
| Bank of England (gültig ab: 8. Mai 2025)                    |                 |
| Official Bank Rate                                          | 4,25 %          |
| Chinesische Volksbank (gültig ab: 21. Oktober 2024)         |                 |
| Diskontsatz (one-year lending rate)                         | 3,10 %          |
| Reserve Bank of India (gültig ab: 9. April 2025)            |                 |
| Repo rate                                                   | 6,00 %          |

Die Einlagefazilität (englisch deposit facility) ist eine Möglichkeit für Geschäftsbanken im Euroraum, kurzfristig nicht benötigtes Zentralbankgeld bei der Europäischen Zentralbank (EZB) anzulegen. Als Verzinsung erhalten bzw. zahlen sie den von der Zentralbank vorgegebenen Einlagesatz. Es handelt sich somit um ein Wahlrecht zur Geldanlage, welches von der Zentralbank gewährt wird und stellt ein wichtiges geldpolitisches Instrument der EZB dar.

## Durchführung
Die Initiative zu Einlagegeschäften geht von den Geschäftsbanken aus. Sind diese für Transaktionen mit der EZB zugelassen, so können sie bei der Zentralbank kurzfristig nicht benötigtes Geld anlegen. Aufgrund der kurzen Fristigkeit solcher Geschäfte bezeichnet man diese Form der Finanzierung auch als Übernachtanlage oder Overnight-Money.
Hat die Bank am Tagesende offene Habensalden auf den ESZB-Konten, werden diese automatisch zu Einlagefazilitäten. Als Preis für die Inanspruchnahme der Einlagefazilität erhalten bzw. zahlen sie den Einlagesatz (teilweise auch Einlagefazilitätssatz).
Einlagefazilitäten werden dauerhaft und in unbegrenztem Volumen angeboten; daher bezeichnet man sie auch als ständige Fazilität.

## Einordnung
Der Einlagesatz wird üblicherweise als einer der drei Leitzinsen der EZB bezeichnet. Der Zinssatz wird vom EZB-Rat festgelegt und bildet die Untergrenze des Zinskorridors. Die Einlage ist das Gegenstück der Spitzenrefinanzierungsfazilität. Längerfristige Liquidität wird den Banken vor allem über das Hauptrefinanzierungsinstrument zur Verfügung gestellt.
Mit dem Übergang der Zuständigkeit für die Geldpolitik auf die EZB hat die Einlagefazilität die früheren Rediskontkontingenten abgelöst.

## Bedeutung für den Geldmarkt
Die Einlagefazilität erfüllt vor allem zwei Funktionen:
Die erste Bedeutung dieses Instruments liegt darin, dass die Geschäftsbanken von sich aus jederzeit Liquidität anlegen und damit Liquiditätsüberschüsse vermeiden können.
Zweitens hat die Einlagefazilität eine geldpolitische Bedeutung: Grundsätzlich können Geschäftsbanken auch über den Geldmarkt (Interbankenmarkt) Übernachtanlagen tätigen. Allerdings müssen dort getätigte Übernachtanlagen zwangsläufig teurer (das heißt höher verzinst) sein als die Einlagefazilität, da ansonsten auf dem Interbankenmarkt keine Geschäfte zustande kommen. Daher bildet der Einlagesatz die untere Grenze der für Übernachtanlagen erhobenen Zinsen. Erhöht (senkt) die EZB den Einlagesatz, so werden auch die Geschäftsbanken ihren Zins für Übernachtanlagen erhöhen (senken) – folglich dient der Einlagesatz auch zur Durchsetzung der Zinspolitik am Markt.

Inanspruchnahme der Einlagefazilität der Europäischen Zentralbank
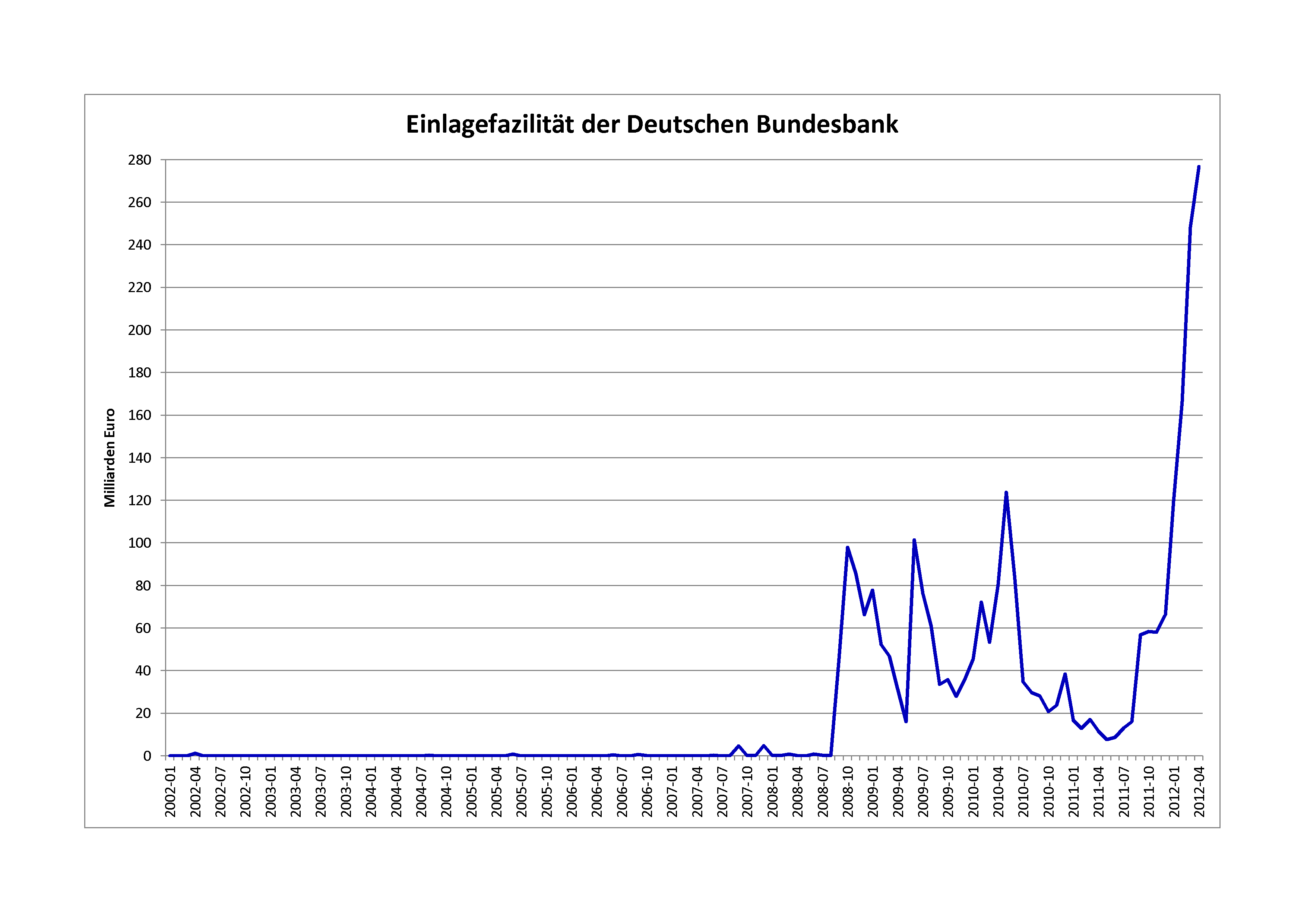
Inanspruchnahme der Einlagefazilität der Deutschen Bundesbank
Leitzinssätze der EZB und Fed seit Bestehen des Euros